# カンボジア最高国民評議会

カンボジア最高国民評議会
Supreme National Council of Cambodia (SNC)

カンボジア最高国民評議会（カンボジアさいこうこくみんひょうぎかい、英語: Supreme National Council of Cambodia）は、かつて存在したカンボジアの統治組織。略称はSNC。

## 概要

### SNC発足前
1987年に始まるカンボジア和平交渉において、争点の一つが総選挙前の政権解体問題であった。ヘン・サムリン政権は、同政権下における選挙の実施を主張し、反ベトナム三派は同政権解体と四派暫定連合政府による選挙の実施を主張していた。1988年7月の第1回ジャカルタ協議において、ヘン・サムリン政権のフン・セン首相は、シハヌークを議長とし四派で構成される「民族和解評議会」を設置して、同評議会が選挙を実施する譲歩案を示したが、政権の解体は拒否した。一方、シハヌークは総選挙前の四派連合政府の樹立と、政権の行政機構は維持して徐々に四派体制に移行する譲歩案を提示したが、合意には至らなかった。
最高国民評議会 (SNC) 設置案は、1990年1月の国連安保理常任五ヶ国によるカンボジア問題次官級会議で生まれ、同年2月のジャカルタにおける「カンボジア問題非公式協議」においてオーストラリアが用意した作業文書に示された。文書によれば、(1)四派が全政府権限を主権象徴機関「最高国民評議会」に委託して、(2)評議会は全政府権限を国連事務総長に移譲し、(3)事務総長は国連事務総長特別代表を通して権限を行使する、というものであった。これにより、「ヘン・サムリン政権存続か、四派暫定政府樹立か」という対立点を回避しようとした。
1990年6月に開催された「カンボジアに関する東京会議」において、新国家発足までの主権代表機関としてのSNCを、ヘン・サムリン政権と三派政権で同数のメンバーで構成ことで合意する。ポル・ポト派は同会議をボイコットしたが、中国の説得により譲歩し、9月にはシハヌークを議長とすることを条件にヘン・サムリン政権6人と三派政権6人の構成を受け入れ、これにより9月10日にSNCは発足した。

### SNC発足以降
しかし、9月17日のSNC第一回会議において議長選出が紛糾する。
1991年6月22日、ノロドム・シハヌークは5項目の和平案を示し、各派から好感触を得たため24日に急遽、パタヤで会議を開催。26日に各派は和平案に合意し、シハヌークをSNCの主催者（事実上の議長）として了承される。
7月16日から北京で開催されたSNC非公式会議で、連合政府三派がヘン・サムリン政権を承認すると同時に、シハヌークをSNC議長に選出することで合意した。7月17日、シハヌークはSNC議長に就任し、これに伴い連合政府大統領を辞任した。
10月23日に「カンボジア紛争の包括的な政治解決に関する協定」（パリ和平協定）が調印され、カンボジア内戦が終了する。

### 和平協定後
和平協定により、SNCは「唯一の合法的な機関」かつ「唯一の権威の源泉」と規定され（協定第3条）、新憲法の制定と新政府の樹立までの「暫定期間」において、カンボジアを代表することになった。SNCは民主カンプチア連合3派（ポル・ポト派、ソン・サン派、シハヌーク派）と、カンボジア国（ヘン・サムリン政権）の4派が参画する最高主権機関として、国際連合カンボジア暫定統治機構（UNTAC）にカンボジアの行政統治を委託した。
1993年5月にUNTAC監視の下、憲法を制定するための国民議会選挙が行なわれフンシンペックが第一党となった。9月23日に新憲法が公布され、翌9月24日にはSNC議長であったノロドム・シハヌークが国王として復位してカンボジア王国が再建された。

## SNC構成員
評議会は、ヘン・サムリン政権側が6名、連合政府三派が各2名、計12名で構成された。
- ヘン・サムリン政権代表
  - ハオ・ナムホン（クメール語版、英語版）
  - フン・セン
  - ティア・バン
  - ディット・ムンティ
  - イム・チュウンリム
  - シン・セン

- シハヌーク派代表
  - チャウセン・コーサル（1991年6月交代）→ノロドム・シハヌーク（1991年7月17日議長就任）
  - ノロドム・ラナリット
  - サム・ランシー（1993年1月時点）[9]

- ソン・サン派代表
  - ソン・サン
  - イエン・ムーリ

- ポル・ポト派代表
  - キュー・サムファン
  - ソン・セン